# Colombo (cráter)
Colombo es un cráter de impacto lunar que se encuentra aproximadamente en la franja de terreno continental situada entre el Mare Fecunditatis al este y el Mare Nectaris en el oeste. Se encuentra al sur del cráter Goclenius, y al noroeste de Cook.
|  |

El borde de Colombo es circular, aunque ligeramente indentado a lo largo del noroeste, donde es invadido ligeramente por Colombo A. La pared interna es asimétrica, siendo mucho más estrecha al norte y al noroeste; y más ancha hacia el sureste. El borde aparece un poco erosionado, con varios cráteres minúsculos situados a lo largo del lado sureste de la pared interna. El pequeño cráter satélite Colombo B atraviesa el borde del sursudoeste.

## Cráteres satélite
Por convención estos elementos son identificados en los mapas lunares poniendo la letra en el lado del punto medio del cráter que está más cerca de Colombo.
|         | \| Colombo \| Coordenadas \| Diámetro \| \| ------- \| ----------------------------- \| -------- \| \| A \| 14°06′S 44°24′E / -14.1, 44.4 \| 42 km \| \| B \| 16°24′S 45°12′E / -16.4, 45.2 \| 16 km \| \| E \| 15°48′S 42°24′E / -15.8, 42.4 \| 17 km \| \| G \| 13°54′S 43°54′E / -13.9, 43.9 \| 10 km \| \| H \| 17°24′S 44°06′E / -17.4, 44.1 \| 14 km \| \| J \| 14°18′S 43°30′E / -14.3, 43.5 \| 7 km \| \| K \| 15°48′S 46°24′E / -15.8, 46.4 \| 5 km \| \| M \| 14°36′S 47°48′E / -14.6, 47.8 \| 17 km \| \| P \| 15°06′S 48°00′E / -15.1, 48.0 \| 5 km \| \| T \| 18°54′S 45°24′E / -18.9, 45.4 \| 10 km \| |          |
| Colombo | Coordenadas | Diámetro |
| A       | 14°06′S 44°24′E / -14.1, 44.4 | 42 km    |
| B       | 16°24′S 45°12′E / -16.4, 45.2 | 16 km    |
| E       | 15°48′S 42°24′E / -15.8, 42.4 | 17 km    |
| G       | 13°54′S 43°54′E / -13.9, 43.9 | 10 km    |
| H       | 17°24′S 44°06′E / -17.4, 44.1 | 14 km    |
| J       | 14°18′S 43°30′E / -14.3, 43.5 | 7 km     |
| K       | 15°48′S 46°24′E / -15.8, 46.4 | 5 km     |
| M       | 14°36′S 47°48′E / -14.6, 47.8 | 17 km    |
| P       | 15°06′S 48°00′E / -15.1, 48.0 | 5 km     |
| T       | 18°54′S 45°24′E / -18.9, 45.4 | 10 km    |